# 17 فبراير
- السبت
- الأحد
- الاثنين
- الثلاثاء
- الأربعاء
- الخميس
- الجمعة

- 12 شعبان 1446  هـ
- 23 شعبان 1446  هـ
- 34 شعبان 1446  هـ
- 45 شعبان 1446  هـ
- 56 شعبان 1446  هـ
- 67 شعبان 1446  هـ
- 78 شعبان 1446  هـ
- 89 شعبان 1446  هـ
- 910 شعبان 1446  هـ
- 1011 شعبان 1446  هـ
- 1112 شعبان 1446  هـ
- 1213 شعبان 1446  هـ
- 1314 شعبان 1446  هـ
- 1415 شعبان 1446  هـ
- 1516 شعبان 1446  هـ
- 1617 شعبان 1446  هـ
- 1718 شعبان 1446  هـ
- 1819 شعبان 1446  هـ
- 1920 شعبان 1446  هـ
- 2021 شعبان 1446  هـ
- 2122 شعبان 1446  هـ
- 2223 شعبان 1446  هـ
- 2324 شعبان 1446  هـ
- 2425 شعبان 1446  هـ
- 2526 شعبان 1446  هـ
- 2627 شعبان 1446  هـ
- 2728 شعبان 1446  هـ
- 2829 شعبان 1446  هـ

17 فبراير أو 17 شُباط أو يوم 17 \ 2 (اليوم السابع عشر من الشهر الثاني) هو اليوم الثامن والأربعون (48) من السنة وفقًا للتقويم الميلادي الغربي (الغريغوري). يبقى بعده 317 يومًا لانتهاء السنة، أو 318 يومًا في السنوات الكبيسة.

## أحداث
- 815 - انتصار ابن طباطبا على والي الكوفة من قبل الخليفة العباسي المأمون بعد أن استفحل أمره خاصة بعد انضمام أهل الكوفة والأعراب إليه إلا أنه توفي فجأة صبيحة انتصاره، واستمرت حركته من بعده، وعظم أمرها إلى أن قضى عليها العباسيون.
- 1776 - بدء تشغيل أول إنارة عمومية بالغاز الطبيعي في الولايات المتحدة بمدينة بالتيمور.
- 1855 - القائد العثماني «عمر باشا» يهزم الجيش الروسي في «معركة جوزلوفا» في شبه جزيرة القرم.
- 1878 - بدء العمل في أول شبكة هاتفية بالولايات المتحدة مكونة من 18 هاتف وذلك في مدينة سان فرانسيسكو.
- 1933 - صدور العدد الأول من مجلة نيوزويك الأسبوعية الأمريكية.
- 1938 - بدء أول عرض للتلفزيون الملون على الجمهور في لندن والذي اخترعه الاسكتلندي «ج. بيرد» عام 1928.
- 1947 - إذاعة صوت أمريكا تبدأ إرسالها إلى الاتحاد السوفيتي لتكون جزء من حملة الدعاية الأمريكية ضد الاتحاد السوفيتي أثناء الحرب الباردة.
- 1948 - اغتيال إمام اليمن يحيى حميد الدين بعد عودته من زيارة منطقة بيت حاضر حيث كمن له مجموعة من الثوار وأطلقوا عليه النار مما أدى إلى وفاته.
- 1949 - انتخاب حاييم فايتسمان رئيسًا لدولة إسرائيل بعد إعلانها ليكون أول رئيس لها.
- 1958 - مجلسا الأعيان والنواب العراقيين يصادقان على الاتفاقية التي وقعها الملك فيصل الثاني مع ملك الأردن الحسين بن طلال لإنشاء اتحاد بين البلدين تحت اسم الاتحاد العربي الهاشمي.
- 1959 - إطلاق أول قمر صناعي لرصد الطقس والذي يحمل اسم «فانكارد 2».
- 1972 - البرلمان البريطاني يصوت لصالح الانضمام إلى السوق الأوروبية المشتركة.
- 1989 -
  - أسر مقاومون من كتائب القسام الجندي الإسرائيلي “آفي سابورتس” ثم اضطروا لقتله، وقد عثر الجيش الإسرائيلي على جثته بعد 3 شهور.
  - قيام اتحاد المغرب العربي بين ليبيا وتونس والجزائر وموريتانيا والمغرب.
- 1996 - زلزال في منطقة إريان جايا بإندونيسيا بقوة 8.2 على مقياس ريختر يؤدي إلى سقوط 108 قتيل وإصابة 423 شخص وحصول أضرار ضخمة حدثت بسبب تسونامي صاحب الهزة وصل ارتفاعه إلى أكثر من 7 أمتار في العديد من المناطق.
- 2008 - إقليم كوسوفو يعلن استقلاله عن صربيا، وهو الأمر الذي رفضته الحكومة الصربية المركزية، وقد أيد الاستقلال الولايات المتحدة وعدد من دول الاتحاد الأوروبي في حين رفضته روسيا بشدة.
- 2009 - الحكومة السودانية توقع اتفاق حسن نوايا مع حركة العدل والمساواة إحدى الحركات المتمردة في دارفور في العاصمة القطرية الدوحة وذلك تمهيدًا لوقف الأعمال العدائية بين الطرفين في دارفور.
- 2011 -
  - إندلاع ثورة 17 فبراير في ليبيا ضد نظام معمر القذافي.
  - قوات الأمن البحرينية تفض بالقوة اعتصام المحتجين في دوار اللؤلؤة، وأدى ذلك إلى مقتل 4 مواطنين وجرح 250 آخرين.
- 2012 - الرئيس الألماني كريستيان فولف يستقيل من منصبه على خلفيه تورطه في فضيحة مالية قبل توليه الرئاسة وطلب رفع الحصانة عنه.
- 2016 - مقتل 28 شخصًا على الأقل وإصابة 61 آخرين في تفجير انتحاري في العاصمة التركية أنقرة.

## مواليد
- 1653 - أركانجلو كوريلي، موسيقي إيطالي.
- 1723 - توبياس ماير، فلكي ألماني
- 1752 - فريدريش ماكسيميليان فون كلنجر، كاتب ألماني.
- 1888 - أوتو شتيرن، عالم فيزياء ألماني حاصل على جائزة نوبل في الفيزياء عام 1943.
- 1900 - محمد حسين ركن زادة، صحفي ولغوي وكاتب وشاعر إيراني.
- 1908 - عبد الملك كريم أمر الله، عالم مسلم ومصلح إسلامي وفيلسوف اندونيسي.
- 1916 - ليلى مراد، ممثلة ومغنية مصرية.
- 1929 -
  - نيقولاس ريدلي، سياسي بريطاني.
  - صالح مرسي، كاتب روائي مصري.
- 1936 - فاروق شوشة شاعر وأديب وإذاعي مصري.
- 1950 - عبد الباري عطوان، صحفي فلسطيني.
- 1951 - برزان إبراهيم التكريتي، مدير الاستخبارات العراقية الأسبق، والأخ غير الشقيق لصدام حسين.
- 1952 - غاري شوك، ممثل كندي.
- 1953 - صالح زعل، ممثل عُماني.
- 1955 - مو يان، أديب صيني حاصل على جائزة نوبل في الأدب عام 2012.
- 1959 - أرييه درعي، سياسي إسرائيلي.
- 1961 - أندريه كاراطائف، عالم روسي في علم الاجتماع واقتصادي ومؤرخ.
- 1963 - مايكل جـوردن، لاعب كرة سلة أمريكي.
- 1968 - نجوى قاسم، إعلامية لبنانية.
- 1970 - دومينيك بورسيل، ممثل أسترالي.
- 1971 - دنيس ريتشاردز، ممثلة أمريكية.
- 1974 -
  - المهتدي بالله البلقيه، ولي العهد في بروناي.
  - صفاء جلال، ممثلة مصرية.
- 1976 - تيم حسن، ممثل سوري.
- 1979 - سونغول أودان، ممثلة تركية.
- 1980 - أيا إندو، ممثلة أداء صوتي يابانية.
- 1981 - باريس هيلتون، ممثلة أمريكية.
- 1982 -
  - أدريانو، لاعب كرة قدم برازيلي.
  - حسن إبراهيم، ممثل قطري.
- 1983 -
  - جيرالد سيد، لاعب كرة قدم فرنسي.
  - حمود الفايز، إعلامي سعودي.
- 1986 - جوي أوبراين، لاعب كرة قدم أيرلندي.
- 1987 - فيليب أسمر، مخرج لبناني.
- 1991 - بوني رايت، ممثلة إنجليزية.

## وفيات
- 364 - جوفيان، إمبراطور الإمبراطورية الرومانية.
- 1673 - موليير، أديب ومسرحي فرنسي.
- 1856 - هاينرش هاينه، كاتب ألماني.
- 1909 - جيرانيمو، قائد قبيلة الأباتشي من الهنود الحمر.
- 1934 - الملك ألبير الأول، ملك بلجيكا.
- 1947 - الأميرة شويكار الزوجة الأولى لفؤاد بن الخديوي إسماعيل.
- 1948 - الإمام يحيى حميد الدين، إمام اليمن.
- 1961 - لطفي قيردار، طبيب عسكري وسياسي عثماني.
- 1970 - شموئيل يوسف عجنون، كاتب إسرائيلي حاصل على جائزة نوبل في الأدب عام 1966.
- 1998 - فضل الله تلحوق، سياسي لبناني.
- 2002 - طيبة الفرج، ممثلة كويتية.
- 2005 - عمر سيفوري، لاعب كرة قدم أرجنتيني / إيطالي.
- 2006 - عبد الله بن حمد القرعاوي، شاعر وصحفي سعودي.
- 2009 - يوجينيا كالي، باحثة أمريكية في السرطان والأوبئة.
- 2016 - محمد حسنين هيكل، صحفي مصري.
- 2018 - محمد متولي، ممثل مصري.
- 2021 - أحمد طه ريان، فقيه أزهري مالكي مصري.

## أعياد ومناسبات
- عيد تانيس دينا في لاتفيا القديمة.

## وصلات خارجية
- وكالة الأنباء القطريَّة: حدث في مثل هذا اليوم.
- النيويورك تايمز: حدث في مثل هذا اليوم.
- BBC: حدث في مثل هذا اليوم.